# Daniellia thurifera
Daniellia thurifera är en ärtväxtart som beskrevs av John Johannes Joseph Bennett. Daniellia thurifera ingår i släktet Daniellia, och familjen ärtväxter. Inga underarter finns listade i Catalogue of Life.